# Hefei
Hefei is een miljoenenstad in de gelijknamige prefectuur en de hoofdstad van de provincie Anhui in China. Ten tijde van de Ming-dynastie stond de stad bekend als 庐州 (Pinyin: Lúzhōu). De stad ligt ongeveer 130 km ten westen van Nanjing en is het westelijke punt van de Yangtze Delta Regio. De stad ligt aan het Chaomeer.
Bij de volkstelling van 2020 had de stad Hefei zelf 5,1 miljoen inwoners. Inclusief de vastgegroeide voorsteden Feidong en Feixi had het een agglomeratie van 8,2 miljoen inwoners. De gehele prefectuur had 9,4 miljoen inwoners.
De Hefei Xinqiao International Airport is de belangrijkste luchthaven van Hefei.

## Partnersteden
- Kurume (Japan), sinds 1980
- Freetown (Sierra Leone), sinds 1984
- Bujumbura (Burundi), sinds 1986
- Columbus (Verenigde Staten), sinds 1988
- Aalborg (Denemarken), sinds 1989
- Lleida (Spanje), sinds 1998
- Wonju (Zuid-Korea), sinds 2002
- Darebin City (Australië), sinds 2003
- Belfast (Verenigd Koninkrijk), sinds 2003
- Osnabrück (Duitsland), sinds 2006
- Heerenveen (Nederland), sinds 2017

## Geboren
- Li Hongzhang (1823-1901), hoge mandarijn die diende voor de Mantsjoe Qing-dynastie en gouverneur van Liangguang
- Chen Ning Yang (1922), Amerikaans natuurkundige en Nobelprijswinnaar (1957)
- Li Keqiang (1955-2023), politicus

## Galerij

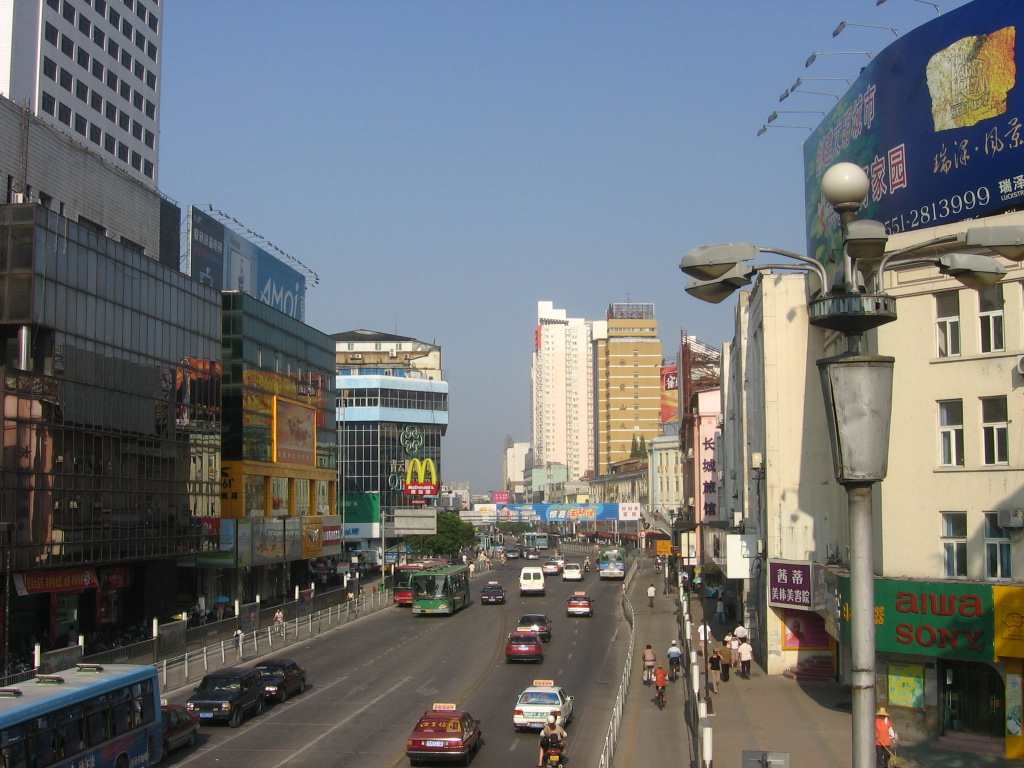
Downtown Hefei's Sipailou business district
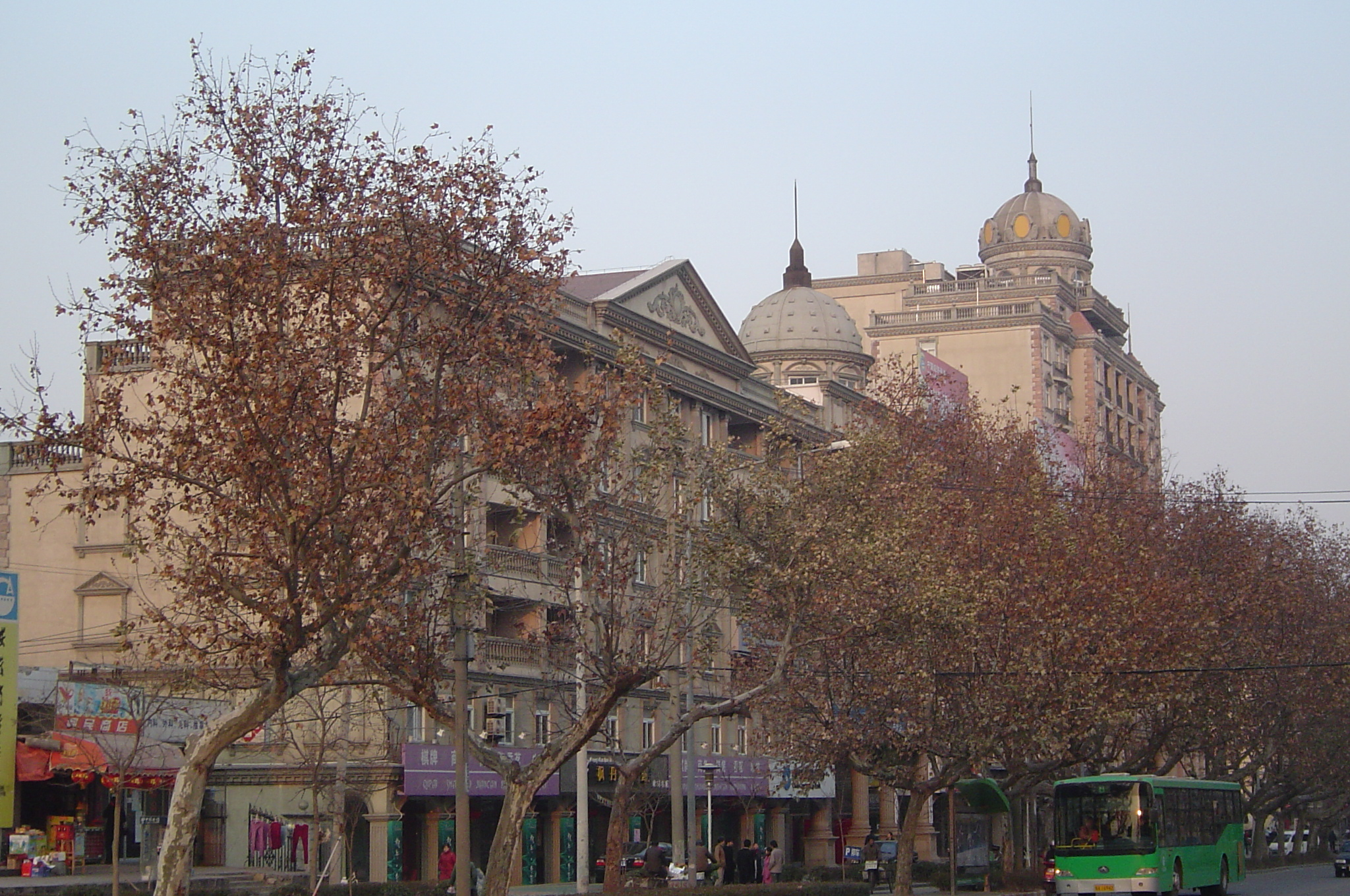
Hefei's Wuhu Road in de winter